# Samuel Taylor Coleridge
Samuel Taylor Coleridge (Ottery St. Mary, 21 de outubro de 1772 – Highgate, 25 de julho de 1834), comumente designado por S. T. Coleridge, foi um poeta, crítico e ensaista inglês, considerado, ao lado de seu colega William Wordsworth, um dos fundadores do romantismo na Inglaterra.
Depois de publicar alguns poemas em 1796, escreveu, em parceria com o poeta William Wordsworth, Baladas líricas (1798), que se tornou um marco da poesia inglesa e em que se destaca a sua famosa Balada do Antigo Marinheiro, um dos primeiros grandes poemas da escola romântica. Mais tarde, escreveu o poema simbólico Kublai Khan e o poema místico-narrativo Christabel.
Sua principal obra em prosa, Biographia Literaria (1817), é uma série de dissertações e notas autobiográficas sobre diversos temas, entre os quais destacam-se suas observações literárias.
Influenciou toda uma geração de novos escritores, como Quincey, Byron e Shelley.

## Biografia
Coleridge nasceu em Ottery St Mary, no condado inglês de Devonshire, sendo o filho caçula do segundo casamento do pastor protestante John Coleridge. Por ser o preferido da família, sofria perseguições de seu irmão Frank. Para escapar dos abusos dele, Coleridge freqüentemente se escondia na biblioteca local, fato que lhe despertou a paixão pela literatura. Outro fato que marcou sua infância em Devon foi a sua fuga de casa aos sete anos, sendo encontrado na manhã do dia seguinte por um vizinho. Esta noite passada fora de casa servia-lhe como tema frequente de seus poemas.
Com a morte do pai em 1781, foi estudar, contra sua vontade, em instituições religiosas de Londres, onde se destacava como leitor voraz e, não raro, entre os melhores alunos de sua turma. Entretanto, sentia-se só, pois raramente lhe era permitido rever a família. Em seu poema “Frost at Midnight”, escrito posteriormente, Coleridge fala sobre sua solidão na escola.
Seu irmão Luke morre em 1790 e sua única irmã Ann em 1791, o que lhe fez escrever “Monody”, um de seus primeiros poemas, onde Samuel comparava-se a Thomas Chatterton, poeta inglês que se suicidou aos 17 anos. É nesta época que ele inicia seus problemas com álcool e com mulheres. Mais tarde ele passaria a ter também problemas com ópio, droga que começou a usar para aliviar-se de dores causadas por problemas de saúde.  Em 1791 ingressa na Universidade de Cambridge. Em 1792 ganhou um prêmio por uma ode sobre o tráfico de escravos.
Em 1793 alista-se no exército com o nome falso de Silas Tomkyn Comberbache, supostamente por problemas com dívidas ou com mulheres. Por sua completa inaptidão para as armas e montaria, escapou de ser enviado ao campo de batalha na França. Após quatro meses, um de seus irmãos usou sua influência no exército para conseguir a baixa de Coleridge por insanidade.
Na universidade, nunca concluída, Samuel passou a defender ideais revolucionários com seu recém-amigo poeta Robert Southey. No mesmo ano escrevem a peça “A queda de Robespierre” e planejam emigrar para a Pensilvânia e fundar uma sociedade utópica denominada de Pantisocracia. Robert Southey desiste de emigrar e torna-se advogado.
No ano de 1795 Coleridge casa-se com Sara Fricker, cunhada de Southey, com quem teve quatro filhos. O casamento de Coleridge foi infeliz, terminando em divórcio pelo seu estilo de vida e por ele ter tido um amor não correspondido por outra Sara, de sobrenome Hutchinson.  Neste mesmo ano ST é apresentado a William Wordsworth e sua irmã Dorothy. A amizade foi imediata e os três escreveriam muitos poemas juntos.
A obra “Poemas”, publicada em 1797, é bem recebida e ele começa a ficar famoso. Até 1798 escreveria suas mais famosas obras, com o poema simbolista Kubla Kahn e a primeira parte de Christabel, além de “This Lime-tree Bower My Prison”, “Frost at Midnight” e “The Nightingale”.
Foi em 1798 que, junto com William Wordsworth, publicou as Baladas líricas, poemas inovadores e considerados precursores do romantismo. Entre as obras deste volume, sobressaiu-se o longo poema de Coleridge, A Balada do Velho Marinheiro. Obs: A banda Iron Maiden adaptou o poema para uma canção homônima, faixa de encerramento do álbum Powerslave, de 1984.
Em setembro daquele ano viajou junto com os irmãos Wordsworth para a Alemanha. Quando estava fora ocorreu um triste incidente: Coleridge perdeu sua filha Berkeley devido a uma reação a uma vacina da época. No tempo em que passou na Alemanha, além de estudos da língua alemã, interessou-se pela obra do filósofo Immanuel Kant, que passou a divulgar quando retornou à Inglaterra para morar em Lake District, Cumberland, em 1800.
Na alta umidade daquele local, sua saúde piorou, sua dependência ao ópio aumentou e seus problemas matrimoniais se intensificaram. Coleridge escreveu seu poema “Dejection: An Ode” (Melancolia: Uma Ode) e intensificou seus estudos filosóficos.
Em 1804 foi para Malta e andou pela Itália com esperanças de curar-se pelo clima mais seco da região. Retornou em 1806, quando separou-se de sua esposa. Já não tinha a amizade de William e passou a ganhar a vida escrevendo artigos para jornais e realizando palestras.
Sem conseguir livrar-se de seu vício no ópio, a partir de 1810 passou a morar na residência do farmacêutico James Gillman, onde terminou seu livro de prosa “Biographia Literária (1817)”, além de outros escritos como “Sibylinne Leaves” (1817), “Aids to Reflection” (1825) e “Church and State” (1830), além de tratar da republicação de algumas de suas obras. Por volta de 1830 as revisões críticas sobre sua obra lhe eram bem favoráveis e ele tido como um bom crítico literário, embora nunca tivesse alcançado sua independência financeira.
Coleridge morreu com inesperada serenidade aos 61 anos e foi enterrado no jardim da casa do dr. Gillman, em Highgate, no subúrbio de Londres, deixando de herança somente alguns livros e anotações.  Depois de sua morte, seu sobrinho Henry Coleridge e a esposa Sara (Filha de Coleridge) organizaram a obra dispersa do poeta, publicando vários livros.
Cerca de 100 anos após a sua morte foi transladado para a cripta da igreja de Saint Michael em Highgate.
Coleridge era considerado um espirituoso conversador e dizia-se que vivia entre metáforas e sonhos. O crítico Stopford Brooke assim o definiu: “Tudo o que merece ficar de Coleridge poderia ser reunido em vinte páginas e estas vinte páginas deveriam ser encadernadas em ouro!”.

## Poesia
| Título | Subtítulo | Indice das primeiras linhas                                              | Data da composição      | Data da Publicação | Notas |
| --- | --- | ------------------------------------------------------------------------ | ----------------------- | ------------------ | --- |
| Easter Holidays. | | "Hail! festal Easter that dost bring"                                    | 1787                    | 1912               | |
| Dura Navis. | | "To tempt the dangerous deep, too venturous youth,"                      | 1787                    | 1893               | |
| Nil Pejus est Caelibe Vitâ. | [In Christ's Hospital Book] | "What pleasures shall he ever find?"                                     | 1787                    | 1893               | |
| Sonnet: To the Autumnal Moon | | "Mild Splendour of the various-vested Night!"                            | 1788                    | 1796               | |
| Anthem for the Children of Christ's Hospital.                                                                                      | | "Seraphs! around th' Eternal's seat who throng"                          | 1789                    | 1834               | |
| Julia. | [In Christ's Hospital Book] | "Julia was blest with beauty, wit, and grace:"                           | 1789                    | 1834               | |
| Quae Nocent Docent. | O! mihi praeteritos referat si Jupiter annos! | "Oh! might my ill-past hours return again!"                              | 1789                    | 1893               | |
| The Nose. | | "Ye souls unus'd to lofty verse"                                         | 1789                    | 1834               | |
| To the Muse. | | "Tho' no bold flights to thee belong;"                                   | 1789                    | 1834               | |
| Destruction of the Bastile. | | "Heard'st thou yon universal cry,"                                       | 1789?                   | 1834               | |
| Life. | | "As late I journey'd o'er the extensive plain"                           | 1789                    | 1834               | |
| Progress of Vice. | [Nemo repente turpissimus] | "Deep in the gulph of Vice and Woe"                                      | 1790                    | 1834               | |
| Monody on the Death of Chatterton.                                                                                                 | [First Version, In Christ's Hospital Book-1790 ] | "Now prompts the Muse poetic lays,"                                      | 1790                    | 1898               | |
| An Invocation. | | "Sweet Muse! companion of my every hour!"                                | 1790                    | 1893               | |
| Anna and Harland. | | "Within these wilds was Anna wont to rove"                               | 1790?                   | 1794, Out. 25      | |
| To the Evening Star. | | "O meek attendant of Sol's setting blaze,"                               | 1790?                   | 1880               | |
| Pain. Composed in Sickness | | "Once could the Morn's first beams, the healthful breeze,"               | 1790?                   | 1834               | |
| On a Lady Weeping. | Imitation from the Latin of Nicolaus Archius | "Lovely gems of radiance meek"                                           | 1790?                   | 1893               | |
| Monody on a Tea-kettle. | | "O Muse who sangest late another's pain,"                                | 1790                    | 1834               | |
| Genevieve. | | "Maid of my Love, sweet Genevieve!"                                      | 1789-90?                | 1794, Nov. 1       | |
| On receiving an Account that his Only Sister's Death was Inevitable.                                                               | | "The tear which mourn'd a brother's fate scarce dry—"                    | 1791                    | 1834               | |
| On seeing a Youth Affectionately Welcomed by a Sister                                                                              | | "I too a sister had! too cruel Death!"                                   | 1791                    | 1834               | |
| A Mathematical Problem. | | "This is now--this was erst,"                                            | 1791, Mar. 31           | 1834               | |
| Honour. | O, curas hominum! O, quantum est in rebus inane! | "The fervid Sun had more than halv'd the day,"                           | 1791                    | 1834               | |
| On Imitation. | | "All are not born to soar—and ah! how few"                               | 1791                    | 1834               | |
| Inside the Coach. | | "'Tis hard on Bagshot Heath to try"                                      | 1791                    | 1834               | |
| Devonshire Roads. | | "The indignant Bard composed this furious ode,"                          | 1791                    | 1834               | |
| Music. | | "Hence, soul-dissolving Harmony"                                         | 1791                    | 1834               | |
| Sonnet: On quitting School for College.                                                                                            | On Quitting School for College | "Farewell parental scenes! a sad farewell!"                              | 1791                    | 1834               | |
| Absence. A Farewell Ode on quitting School for Jesus College, Cambridge.                                                           | A Farewell Ode on quiting school for Jesus College, Cambridge. | "Where graced with many a classic spoil"                                 | 1791                    | 1794, Out. 11      | |
| Happiness. | | "On wide or narrow scale shall Man"                                      | 1791                    | 1834               | |
| A Wish. Written in Jesus Wood, Feb. 10, 1792.                                                                                      | Written in Jesus Wood, Fev. 10, 1792 | "Lo! through the dusky silence of the groves,"                           | 1792                    | 1893               | |
| An Ode in the Manner of Anacreon.                                                                                                  | | "As late, in wreaths, gay flowers I bound,"                              | 1792                    | 1893               | |
| To Disappointment. | | "Hence! thou fiend of gloomy sway,"                                      | 1792                    | 1895               | |
| A Fragment found in a Lecture-room.                                                                                                | | "Where deep in mud Cam rolls his slumbrous stream,"                      | 1792                    | 1895               | |
| Ode. ('Ye Gales,' &c.) | | "Ye Gales, that of the Lark's repose"                                    | 1792                    | 1796, Mar. 25      | |
| A Lover's Complaint to his Mistress.                                                                                               | Who Deserted him in quest of a more weatlhy husband in the East Indies | "The dubious light sad glimmers o'er the sky:"                           | 1792                    | 1893               | |
| With Fielding's 'Amelia.' | | "Virtues and Woes alike too great for man"                               | 1792?                   | 1834               | |
| Written after a Walk before Supper.                                                                                                | | "Tho' much averse, dear Jack, to flicker,"                               | 1792                    | 1796               | |
| Imitated from Ossian. | | "The stream with languid murmur creeps,"                                 | 1793                    | 1796               | |
| The Complaint of Ninathóma. | | "How long will ye round me be swelling,"                                 | 1793                    | 1796               | |
| Songs of the Pixies. | | "Whom the untaught Shepherds call"                                       | 1793                    | 1796               | |
| The Rose. | | "As late each flower that sweetest blows"                                | 1793                    | 1796               | |
| Kisses. | | "Cupid, if storying Legends tell aright,"                                | 1793                    | 1796               | |
| The Gentle Look. | | "Thou gentle Look, that didst my soul beguile,"                          | 1793?                   | 1896               | |
| Sonnet: To the River Otter | | "Dear native Brook! wild Streamlet of the West!"                         | 1793?                   | 1796               | |
| An Effusion at Evening. Written in August 1792. (First Draft.)                                                                     | | "Imagination, Mistress of my Love!"                                      | 1793                    | 1834               | |
| Lines: On an Autumnal Evening | | "O thou wild Fancy, check thy wing! No more"                             | 1792, Ago.              | 1796               | |
| To Fortune | On buying a Ticket in the Irish Lottery | "Promptress of unnumber'd sighs,"                                        | 1793                    | 1793, Nov. 7       | |
| Perspiration. A Travelling Eclogue.                                                                                                | | "The dust flies smothering, as on clatt'ring wheel"                      | 1794                    | 1895               | |
| [Ave, atque Vale!] ('Vivit sed mihi,' &c.)                                                                                         | | "Vivit sed mihi non vivit—nova forte marita,"                            | 1794                    | 1847               | |
| On Bala Hill. | | "With many a weary step at length I gain"                                | 1794                    | 1893               | |
| Lines: Written at the King's Arms, Ross, formerly the House of the 'Man of Ross'.                                                  | Written at the King's Arms, Ross, formerly the house of the "Man Of Ross" | "Richer than Miser o'er his countless hoards,"                           | 1794                    | 1794, Set.27       | |
| Imitated from the Welsh. | | "If while my passion I impart,"                                          | 1794                    | 1796               | |
| Lines: To a Beautiful Spring in a Village.                                                                                         | | "Once more! sweet Stream! with slow foot wandering near,"                | 1794                    | 1796               | |
| Imitations: Ad Lyram. (Casimir, Book II, Ode 3.)                                                                                   | | "The solemn-breathing air is ended—"                                     | 1794                    | 1796, Mar. 3       | |
| To Lesbia. | Vivamus, mea Lesbia, atque amemus. - Catullus | "My Lesbia, let us love and live,"                                       | 1794?                   | 1798, Abr. 11      | |
| The Death of the Starling. | Lugete, O Veneres, Cupidinesque - Catullus | "Pity! mourn in plaintive tone"                                          | 1794?                   | 1836               | |
| Moriens Superstiti. | | "The hour-bell sounds, and I must go;"                                   | 1794                    | 1798, Mai. 10      | |
| Morienti Superstes. | | Yet art thou happier far than she                                        | 1794?                   | 1796               | |
| The Sigh. | | "When Youth his faery reign began"                                       | 1794                    | 1796               | |
| The Kiss. | | "One kiss, dear Maid! I said and sigh'd—"                                | 1794?                   | 1796               | |
| To a Young Lady with a Poem on the French Revolution.                                                                              | | "Much on my early youth I love to dwell,"                                | 1794, Set.              | 1796, Mar. 1       | |
| Translation of Wrangham's 'Hendecasyllabi ad Bruntonam e Granta Exituram' [Kal. Oct. MDCCXC]                                       | | "Maid of unboastful charms! whom white-robed Truth"                      | 1794                    | 1795               | |
| To Miss Brunton with the preceding Translation                                                                                     | | "That darling of the Tragic Muse,"                                       | 1794                    | 1795               | |
| Epitaph on an Infant. ('Ere Sin could blight.')                                                                                    | | "Ere Sin could blight or Sorrow fade,"                                   | 1794                    | 1794, Set.23       | |
| Pantisocracy. | | "No more my visionary soul shall dwell"                                  | 1794                    | 1849               | |
| On the Prospect of establishing a Pantisocracy in America                                                                          | | "Whilst pale Anxiety, corrosive Care,"                                   | 1795                    | 1826, Mar. 6       | |
| Elegy: Imitated from one of Akenside's Blank-verse Inscriptions. [(No.) III.]                                                      | | "Near the lone pile with ivy overspread,"                                | 1794?                   | 1794, Set.23       | |
| [xiii]The Faded Flower | | "Ungrateful he, who pluck'd thee from thy stalk,"                        | 1794                    | 1836, Ago.         | |
| The Outcast | | "Pale Roamer through the night! thou poor Forlorn!"                      | 1794?                   | 1796               | |
| Domestic Peace. (From 'The Fall of Robespierre,' Act I, l. 210.)                                                                   | | "Tell me, on what holy ground"                                           | 1794                    | 1795               | |
| On a Discovery made too late. | | "Thou bleedest, my poor Heart! and thy distress"                         | 1794                    | 1796               | |
| To the Author of 'The Robbers' | | "Schiller! that hour I would have wish'd to die,"                        | 1794?                   | 1796               | |
| Melancholy. A Fragment. | | "Stretch'd on a moulder'd Abbey's broadest wall,"                        | 1794?                   | 1797, Dez. 12      | |
| To a Young Ass: Its Mother being tethered near it.                                                                                 | | "Poor little Foal of an oppresséd race!"                                 | 1794                    | 1794, Dez. 30      | |
| Lines on a Friend who Died of a Frenzy Fever induced by Calumnious Reports.                                                        | | "Edmund! thy grave with aching eye I scan,"                              | 1794                    | 1796               | |
| To a Friend [Charles Lamb] together with an Unfinished Poem.                                                                       | | "Thus far my scanty brain hath built the rhyme"                          | 1794                    | 1796               | |
| I. To the Honourable Mr. Erskine                                                                                                   | | "When British Freedom for an happier land"                               | 1794                    | 1794, Dez. 1       | Sonetos sobre personagens eminentes: contribuiu para o Morning Chronicle, em dezembro de 1794 e janeiro de 1795: - |
| II. Burke. | | "As late I lay in Slumber's shadowy vale,"                               | 1794                    | 1794, Dez. 9       | Sonetos sobre personagens eminentes: contribuiu para o Morning Chronicle, em dezembro de 1794 e janeiro de 1795: - |
| III. Priestley. | | "Though rous'd by that dark Vizir Riot rude"                             | 1794                    | 1794, Dez. 11      | Sonetos sobre personagens eminentes: contribuiu para o Morning Chronicle, em dezembro de 1794 e janeiro de 1795: - |
| IV. La Fayette | | "As when far off the warbled strains are heard"                          | 1794                    | 1794, Dez. 15      | Sonetos sobre personagens eminentes: contribuiu para o Morning Chronicle, em dezembro de 1794 e janeiro de 1795: - |
| V. Koskiusko. | | "O what a loud and fearful shriek was there,"                            | 1794                    | 1794, Dez. 16      | Sonetos sobre personagens eminentes: contribuiu para o Morning Chronicle, em dezembro de 1794 e janeiro de 1795: - |
| VI. Pitt | | "Not always should the Tear's ambrosial dew"                             | 1794                    | 1794, Dez. 23      | Sonetos sobre personagens eminentes: contribuiu para o Morning Chronicle, em dezembro de 1794 e janeiro de 1795: - |
| VII. To the Rev. W. L. Bowles. | | "My heart has thank'd thee, Bowles! for those soft strains,"             | 1794                    | 1794, Dez. 26      | Sonetos sobre personagens eminentes: contribuiu para o Morning Chronicle, em dezembro de 1794 e janeiro de 1795: - |
| VII. To the Rev. W. L. Bowles. | | "My heart has thank'd thee, Bowles! for those soft strains"              | 1794                    | 1794, Dez. 26      | Sonetos sobre personagens eminentes: contribuiu para o Morning Chronicle, em dezembro de 1794 e janeiro de 1795: - |
| VIII. Mrs. Siddons | | "As when a child on some long Winter's night"                            | 1794                    | 1794, Dez. 29      | Sonetos sobre personagens eminentes: contribuiu para o Morning Chronicle, em dezembro de 1794 e janeiro de 1795: - |
| IX. To William Godwin, Author of 'Political Justice.'                                                                              | | "O form'd t' illume a sunless world forlorn,"                            | 1795?                   | 1795, Jan. 10      | Sonetos sobre personagens eminentes: contribuiu para o Morning Chronicle, em dezembro de 1794 e janeiro de 1795: - |
| X. To Robert Southey of Baliol College, Oxford, Author of the 'Retrospect' and other Poems.                                        | | "Southey! thy melodies steal o'er mine ear"                              | 1795                    | 1795, Jan. 14      | Sonetos sobre personagens eminentes: contribuiu para o Morning Chronicle, em dezembro de 1794 e janeiro de 1795: - |
| XI. To Richard Brinsley Sheridan, Esq.                                                                                             | | "It was some Spirit, Sheridan! that breath'd"                            | 1795                    | 1795, Jan. 29      | Sonetos sobre personagens eminentes: contribuiu para o Morning Chronicle, em dezembro de 1794 e janeiro de 1795: - |
| XII. To Lord Stanhope on reading his Late Protest in the House of Lords.                                                           | | "Stanhope! I hail, with ardent Hymn, thy name!"                          | 1795                    | 1795, Jan. 31      | Sonetos sobre personagens eminentes: contribuiu para o Morning Chronicle, em dezembro de 1794 e janeiro de 1795: - |
| To Earl Stanhope | | "Not, Stanhope! with the Patriot's doubtful name"                        | 1795                    | 1796               | |
| Lines: To a Friend in Answer to a Melancholy Letter                                                                                | | "Away, those cloudy looks, that labouring sigh,"                         | 1795?                   | 1796               | |
| To an Infant. | | "Ah! cease thy tears and sobs, my little Life!"                          | 1795                    | 1796               | |
| To the Rev. W. J. Hort while teaching a Young Lady some Song-tunes on his Flute                                                    | | "Hush! ye clamorous Cares! be mute!"                                     | 1795                    | 1796               | |
| Pity. | | "Sweet Mercy! how my very heart has bled"                                | 1795?                   | 1796               | |
| To the Nightingale | | "Sister of love-lorn Poets, Philomel!"                                   | 1795                    | 1796               | |
| Lines: Composed while climbing the Left Ascent of Brockley Coomb, Somersetshire, Mai. 1795                                         | | "With many a pause and oft reverted eye"                                 | 1795, Mai.              | 1796               | |
| Lines in the Manner of Spenser | | "O Peace, that on a lilied bank dost love"                               | 1795                    | 1796               | |
| The Hour when we shall meet again. (Composed during Illness and in Absence.)                                                       | | "Dim Hour! that sleep'st on pillowing clouds afar,"                      | 1795?                   | 1796, Mar. 17      | |
| Lines written at Shurton Bars, near Bridgewater, Set.1795, in Answer to a Letter from Bristol                                      | | "Nor travels my meandering eye"                                          | 1795                    | 1796               | |
| The Eolian Harp. | | "My pensive Sara! thy soft cheek reclined"                               | 1795                    | 1796               | |
| To the Author of Poems [Joseph Cottle]                                                                                             | published anonymously at Bristol in September 1795 | "Unboastful Bard! whose verse concise yet clear"                         | 1795                    | 1795, Set.         | |
| The Silver Thimble. The Production of a Young Lady, addressed [xiv]to the Author of the Poems alluded to in the preceding Epistle. | | "As oft mine eye with careless glance"                                   | 1795                    | 1796               | |
| Reflections on having left a Place of Retirement                                                                                   | Sermoni propriora - Hor. | "Low was our pretty Cot: our tallest Rose"                               | 1795                    | 1796, Out.         | |
| Religious Musings. | A Desultory poem, written on the Christmas Eve of 1794 | "This is the time, when most divine to hear,"                            | 1794-6                  | 1796               | |
| Monody on the Death of Chatterton.                                                                                                 | | "O what a wonder seems the fear of death,"                               | 1790-1834               | 1794               | |
| The Destiny of Nations. A Vision                                                                                                   | | "Auspicious Reverence! Hush all meaner song,"                            | 1796                    | 1817               | |
| Ver Perpetuum. Fragment from an Unpublished Poem                                                                                   | | "The early Year's fast-flying vapours stray"                             | 1796                    | 1796, Mar. 25      | |
| On observing a Blossom on the First of February 1796                                                                               | | "Sweet flower! that peeping from thy russet stem"                        | 1796                    | 1796, Abr. 11      | |
| To a Primrose. The First seen in the Season                                                                                        | Nitens et roboris expers - Turget et insolida est: et spe delectat. - Ovid, Metam | "Thy smiles I note, sweet early Flower,"                                 | 1796                    | 1796, Abr. 27      | |
| Verses: Addressed to J. Horne Tooke and the Company who met on June 28, 1796, to celebrate his Poll at the Westminster Election    | | "Britons! when last ye met, with distant streak"                         | 1796                    | 1893               | |
| On a Late Connubial Rupture in High Life [Prince and Princess of Wales].                                                           | | "I sigh, fair injur'd stranger! for thy fate;"                           | 1796                    | 1796, Set.         | |
| Sonnet: On receiving a Letter informing me of the Birth of a Son.                                                                  | | "When they did greet me father, sudden awe"                              | 1796, Set.20            | 1847               | |
| Sonnet: Composed on a Journey Homeward; the Author having received Intelligence of the Birth of a Son, Sept. 20, 1796.             | | "Oft o'er my brain does that strange fancy roll"                         | 1796                    | 1797               | |
| Sonnet: To a Friend who asked how I felt when the Nurse first presented my Infant to me.                                           | | "Charles! my slow heart was only sad, when first"                        | 1796                    | 1797               | |
| Sonnet: [To Charles Lloyd] | | "The piteous sobs that choke the Virgin's breath"                        | 1796                    | 1796               | |
| To a Young Friend on his proposing to domesticate with the Author. Composed in 1796                                                | | "A mount, not wearisome and bare and steep,"                             | 1796                    | 1797               | |
| Addressed to a Young Man of Fortune [C. Lloyd]                                                                                     | Who Abandoned himself to an indolent and causeless Melancholy | "Hence that fantastic wantonness of woe,"                                | 1796                    | 1796, Dez. 16      | |
| To a Friend [Charles Lamb] who had declared his intention of writing no more Poetry                                                | | "Dear Charles! whilst yet thou wert a babe, I ween"                      | 1796                    | 1800               | |
| Ode to the Departing Year | | "Spirit who sweepest the wild Harp of Time!"                             | 1796                    | 1796, Dez. 31      | |
| The Raven. [MS. S. T. C.] | A Christmas Tale, Told by a School-boy to his little brothers and sisters. | "Underneath an old oak tree"                                             | 1797                    | 1798, Mar. 10      | |
| To an Unfortunate Woman at the Theatre                                                                                             | | "Maiden, that with sullen brow"                                          | 1797                    | 1797, Dez. 7       | |
| To an Unfortunate Woman whom the Author had known in the days of her Innocence                                                     | | "Myrtle-leaf that, ill besped,"                                          | 1797                    | 1797               | |
| To the Rev. George Coleridge | Of Ottery St. Mary, Devon. With Some Poems. Notus in fratres animi paterni. - Hor | "A blesséd lot hath he, who having passed"                               | 1797                    | 1797               | |
| On the Christening of a Friend's Child                                                                                             | | "This day among the faithful plac'd"                                     | 1797                    | 1797               | |
| Translation of a Latin Inscription by the Rev. W. L. Bowles in Nether-Stowey Church                                                | | "Depart in joy from this world's noise and strife"                       | 1797                    | 1836               | |
| This Lime-tree Bower my Prison | [Addressed to Lamb Charles, Of the India House, London] | "Well, they are gone, and here must I remain,"                           | 1797                    | 1800               | |
| The Foster-mother's Tale | | "I never saw the man whom you describe"                                  | 1797                    | 1798               | Baladas líricas |
| The Dungeon | | "And this place our forefathers made for man!"                           | 1797                    | 1798               | Baladas líricas |
| The Rime of the Ancient Mariner \|Brasil: A Balada do Velho Marinheiro / Portugal: Rima do velho marinheiro                        | | "It is an Ancient Mariner"                                               | 1797-98                 | 1798               | Baladas líricas |
| Sonnets attempted in the Manner of Contemporary Writers                                                                            | | "Pensive at eve on the hard world I mus'd,"                              | 1797                    | 1797, Nov.         | |
| Parliamentary Oscillators | | "Almost awake? Why, what is this, and whence,"                           | 1798                    | 1798, Jan. 6       | |
| Christabel. | | "The first part of the following poem was written in the"                | 1801                    | 1816               | |
| Lines to W. L. while he sang a Song to Purcell's Music                                                                             | | "While my young cheek retains its healthful hues,"                       | 1797                    | 1800               | |
| Fire, Famine, and Slaughter | A War Ecologue | "Sisters! sisters! who sent you here"                                    | 1798                    | 1798, Jan. 8       | |
| Frost at Midnight | | "The Frost performs its secret ministry,"                                | 1798, Fev.              | 1798               | |
| France: An Ode. | | "Ye Clouds! that far above me float and pause,"                          | 1798, Fev.              | 1798, Abr. 18      | |
| The Old Man of the Alps | | "Stranger! whose eyes a look of pity shew,"                              | 1798, Mar. 8            | 1798, Mar. 8       | |
| [xv]To a Young Lady [Miss Lavinia Poole] on her Recovery from a Fever                                                              | | "Why need I say, Louisa dear!"                                           | 1798, Mar. 31           | 1799, Dez. 9       | |
| Lewti, or the Circassian Love-chaunt.                                                                                              | | "At midnight by the stream I roved,"                                     | 1798                    | 1798, Abr. 18      | |
| Fears in Solitude. | Written in April 18, during an alarm of invasion | "A green and silent spot, amid the hills,"                               | 1798, Abr. 20           | 1798               | |
| The Nightingale. A Conversation Poem                                                                                               | | "No cloud, no relique of the sunken day"                                 | 1798, Abr.              | 1798               | Baladas líricas |
| The Three Graves. | | "Beneath this thorn when I was young,"                                   | 1797-1809               | 1893               | |
| The Wanderings of Cain. | | "Encinctured with a twine of leaves,"                                    | 1798                    | 1828               | |
| To —— | | "I mix in life, and labour to seem free,"                                | 1798?                   | 1836               | |
| The Ballad of the Dark Ladié | | "Beneath yon birch with silver bark,"                                    | 1798                    | 1834               | |
| Kubla Khan | Or, A vision in a dream. A Fragment. | "In Xanadu did Kubla Khan"                                               | 1798                    | 1816               | |
| Recantation: Illustrated in the Story of the Mad Ox                                                                                | | "An Ox, long fed with musty hay,"                                        | 1798                    | 1798, Jul. 30      | |
| Hexameters. ('William my teacher,' &c.)                                                                                            | | "William, my teacher, my friend! dear William and dear Dorothea!"        | 1799                    | 1851               | |
| Translation of a Passage in Ottfried's Metrical Paraphrase of the Gospel                                                           | | "She gave with joy her virgin breast;"                                   | 1799?                   | 1817               | |
| Catullian Hendecasyllables | | "Hear, my belovéd, an old Milesian story!—"                              | 1799?                   | 1834               | |
| The Homeric Hexameter described and exemplified                                                                                    | | "Strongly it bears us along in swelling and limitless billows,"          | 1799?                   | 1834               | |
| The Ovidian Elegiac Metre described and exemplified                                                                                | | "In the hexameter rises the fountain's silvery column;"                  | 1799?                   | 1834               | |
| On a Cataract. | From a cavern near the summit of a mountain precipice. | "Unperishing youth!"                                                     | 1799?                   | 1834               | |
| Tell's Birth-Place | Imitated from Stolberg | "Mark this holy chapel well!"                                            | 1799?                   | 1817               | |
| The Visit of the Gods | Imitated from Schiller | "Never, believe me,"                                                     | 1799?                   | 1817               | |
| From the German. ('Know'st thou the land,' &c.)                                                                                    | | "Know'st thou the land where the pale citrons grow,"                     | 1799                    | 1834               | |
| Water Ballad. | From the French | " 'Come hither, gently rowing,"                                          | 1799                    | 1831, Out. 29      | |
| On an Infant which died before Baptism. ('Be rather,' &c.)                                                                         | | "'Be, rather than be called, a child of God,'"                           | 1799, Abr. 8            | 1834               | |
| Something Childish, but very Natural. Written in Germany.                                                                          | | "If I had but two little wings"                                          | 1799, Abr. 23           | 1800               | |
| Home-Sick. Written in Germany. | | "'Tis sweet to him who all the week"                                     | 1799, Mai. 6            | 1800               | |
| Lines written in the Album at Elbingerode in the Hartz Forest.                                                                     | | "I stood on Brocken's sovran height, and saw"                            | 1799, Mai. 17           | 1799, Set.17       | |
| The British Stripling's War-Song.                                                                                                  | Imitated from Stolberg | "Yes, noble old Warrior! this heart has beat high,"                      | 1799                    | 1799, Ago. 24      | |
| Names. [From Lessing.] | | "I ask'd my fair one happy day,"                                         | 1799                    | 1803               | |
| The Devil's Thoughts. | | "From his brimstone bed at break of day"                                 | 1799                    | 1799, Set.6        | |
| Lines composed in a Concert-room                                                                                                   | | "Nor cold, nor stern, my soul! yet I detest"                             | 1799                    | 1799, Set.24       | |
| Westphalian Song | | "When thou to my true-love com'st"                                       | 1799?                   | 1802, Set.27       | |
| Hexameters. Paraphrase of Psalm xlvi.                                                                                              | | "Gōd ĭs oŭr Strēngth ănd oŭr Rēfŭge: thērefŏre wīll wĕ nŏt trēmblĕ"      | 1799                    | 1912               | |
| Hymn to the Earth. [Imitated from Stolberg's Hymne an die Erde.] Hexameters                                                        | | "Earth! thou mother of numberless children, the nurse and the mother,"   | 1799                    | 1834               | |
| Mahomet | | "Utter the song, O my soul! the flight and return of Mohammed,"          | 1799?                   | 1834               | |
| Love. | | "All thoughts, all passions, all delights,"                              | 1799                    | 1799, Dez. 21      | |
| Ode to Georgiana, Duchess of Devonshire, on the Twenty-fourth Stanza in her 'Passage over Mount Gothard'                           | | "Splendour's fondly-fostered child!"                                     | 1799                    | 1799, Dez. 24      | |
| A Christmas Carol | | "The shepherds went their hasty way,"                                    | 1799                    | 1799, Dez. 25      | |
| Talleyrand to Lord Grenville. A Metrical Epistle                                                                                   | | "My Lord! though your Lordship repel deviation"                          | 1800                    | 1800, Jan. 10      | |
| Apologia pro Vita sua. ('The poet in his lone,' &c.)                                                                               | | "The poet in his lone yet genial hour"                                   | 1800                    | 1822               | |
| The Keepsake | | "The tedded hay, the first fruits of the soil,"                          | 1800?                   | 1802, Set.17       | |
| A Thought suggested by a View of Saddleback in Cumberland.                                                                         | | "On stern Blencartha's perilous height"                                  | 1800                    | 1833               | |
| The Mad Monk | | "I heard a voice from Etna's side;"                                      | 1800                    | 1800, Out. 13      | |
| [xvi]Inscription for a Seat by the Road Side half-way up a Steep Hill facing South                                                 | | "Thou who in youthful vigour rich, and light"                            | 1800                    | 1800, Out. 21      | |
| A Stranger Minstrel | Written [To Mrs. Robinson], A few weeks before her death. | "As late on Skiddaw's mount I lay supine,"                               | 1800, Nov.              | 1801               | |
| Alcaeus to Sappho. | | "How sweet, when crimson colours dart"                                   | 1800                    | 1800, Nov. 24      | |
| The Two Round Spaces on the Tombstone.                                                                                             | | "The Devil believes that the Lord will come,"                            | 1800                    | 1800, Dez. 4       | |
| The Snow-drop. | | "The Devil believes that the Lord will come,"                            | 1800                    | 1893               | |
| On Revisiting the Sea-shore. | After Long Absence, Under strong Medical Recommendation not to bathe. | "God be with thee, gladsome Ocean!"                                      | 1801                    | 1801, Set.15       | |
| Ode to Tranquillity | | "Tranquillity! thou better name"                                         | 1801                    | 1801, Dez. 4       | |
| To Asra. | | "Are there two things, of all which men possess,"                        | 1801                    | 1893               | |
| The Second Birth. | | "There are two births, the one when Light"                               | 1801?                   | 1893               | |
| Love's Sanctuary. | | "This yearning heart (Love! witness what I say)"                         | 1801?                   | 1893               | |
| Dejection: An Ode. | | "Well! If the Bard was weather-wise, who made"                           | 1802, Abr. 4            | 1802, Out. 4       | |
| The Picture, or the Lover's Resolution                                                                                             | | "Through weeds and thorns, and matted underwood"                         | 1802                    | 1802, Set.6        | |
| To Matilda Betham from a Stranger                                                                                                  | | "Matilda! I have heard a sweet tune played"                              | 1802                    | 1893               | |
| Hymn before Sun-rise, in the Vale of Chamouni.                                                                                     | | "Hast thou a charm to stay the morning-star"                             | 1802                    | 1802, Set.11       | |
| The Good, Great Man | | "'How seldom, friend! a good great man inherits"                         | 1802                    | 1802, Set.23       | |
| Inscription for a Fountain on a Heath                                                                                              | | "This Sycamore, oft musical with bees,—"                                 | 1802                    | 1802, Set.24       | |
| An Ode to the Rain | Composed Before Daylight, on the Morning Appointed for the Departure of a Very Worthy, but Not Very Pleasant Visitor, Whom It Was Feared the Rain Might Detain | "I know it is dark; and though I have lain,"                             | 1802                    | 1802, Out. 7       | |
| A Day-dream. ('My eyes make pictures,' &c.)                                                                                        | | "My eyes make pictures, when they are shut:"                             | 1802                    | 1828               | |
| Answer to a Child's Question | | "Do you ask what the birds say? The Sparrow, the Dove,"                  | 1802                    | 1802, Out. 16      | |
| The Day-dream. From an Emigrant to his Absent Wife                                                                                 | | "If thou wert here, these tears were tears of light!"                    | 1801-02                 | 1802, Out. 19      | |
| The Happy Husband. A Fragment | | "Oft, oft methinks, the while with thee,"                                | 1802?                   | 1817               | |
| The Pains of Sleep. | | "Ere on my bed my limbs I lay,"                                          | 1803                    | 1816               | |
| The Exchange | | "We pledged our hearts, my love and I,—"                                 | 1804                    | 1804, Abr. 16      | |
| Ad Vilmum Axiologum. [To William Wordsworth.]                                                                                      | | "This be the meed, that thy song creates a thousand-fold echo!"          | 1805?                   | 1893               | |
| An Exile. | | "Friend, Lover, Husband, Sister, Brother!"                               | 1805                    | 1893               | |
| Sonnet. [Translated from Marini.]                                                                                                  | | "Lady, to Death we're doom'd, our crime the same!"                       | 1805?                   | 1893               | |
| Phantom | | "All look and likeness caught from earth,"                               | 1805                    | 1805, Fev. 8       | |
| A Sunset. | | "Upon the mountain's edge with light touch resting,"                     | 1805                    | 1893               | |
| What is Life? | | "Resembles life what once was deem'd of light,"                          | 1805                    | 1829               | |
| The Blossoming of the Solitary Date-tree                                                                                           | A Lament | "I seem to have an indistinct recollection of having read either in one" | 1805                    | 1828               | |
| Separation. | | "A sworded man whose trade is blood,"                                    | 1805?                   | 1834               | |
| The Rash Conjurer. | | "Strong spirit-bidding sounds!"                                          | 1805? or 1814?          | 1912               | |
| A Child's Evening Prayer. | | "Ere on my bed my limbs I lay,"                                          | 1806                    | 1852               | |
| Metrical Feet. Lesson for a Boy.                                                                                                   | | "Trōchĕe trīps frŏm lōng tŏ shōrt;"                                      | 1806                    | 1834               | |
| Farewell to Love | | "Farewell, sweet Love! yet blame you not my truth;"                      | 1806                    | 1806, Set.27       | |
| To William Wordsworth. | Composed on the night after his recitation of a poem on the growth of an individual mind. | "Friend of the wise! and Teacher of the Good!"                           | 1807, Jan.              | 1817               | |
| An Angel Visitant. | | "Within these circling hollies woodbine-clad—"                           | 1801?                   | 1836               | |
| Recollections of Love. | | "How warm this woodland wild Recess!"                                    | 1807                    | 1817               | |
| To Two Sisters. [Mary Morgan and Charlotte Brent]                                                                                  | A Wanderer's Farwell | "To know, to esteem, to love,—and then to part—"                         | 1807                    | 1807, Dez. 10      | |
| Psyche. | | "The butterfly the ancient Grecians made"                                | 1808                    | 1817               | |
| A Tombless Epitaph | | "'Tis true, Idoloclastes Satyrane!"                                      | 1809?                   | 1809, Nov. 23      | |
| For a Market-clock. (Impromptu.)                                                                                                   | | "What now, O Man! thou dost or mean'st to do"                            | 1809                    | 1836               | |
| The Madman and the Lethargist. | An Example | "Quoth Dick to me, as once at College"                                   | 1809                    | 1912               | |
| The Visionary Hope | | "Sad lot, to have no Hope! Though lowly kneeling"                        | 1810                    | 1817               | |
| Epitaph on an Infant. ('Its balmy lips,' &c.)                                                                                      | | "Its balmy lips the infant blest"                                        | 1811                    | 1811, Mar. 20      | |
| The Virgin's Cradle-hymn | Copied from a print of the virgin in a Roman Catholic village in Germany | "Dormi, Jesu! Mater ridet"                                               | 1811                    | 1801, Dez. 26      | |
| To a Lady offended by a Sportive Observation that Women have no Souls                                                              | | "Nay, dearest Anna! why so grave?"                                       | 1811?                   | 1812               | |
| Reason for Love's Blindness | | "I have heard of reasons manifold"                                       | 1811?                   | 1828               | |
| The Suicide's Argument. | | "Ere the birth of my life, if I wished it or no,"                        | 1811                    | 1828               | |
| Time, Real and Imaginary | An Allegory | "On the wide level of a mountain's head,"                                | 1812?                   | 1817               | |
| An Invocation. From Remorse [Act III, Scene i, ll. 69-82]                                                                          | | "Hear, sweet Spirit, hear the spell,"                                    | 1812                    | 1813               | |
| The Night-scene. | | " You loved the daughter of Don Manrique"                                | 1813                    | 1817               | |
| A Hymn | | "My Maker! of thy power the trace"                                       | 1814                    | 1852               | |
| To a Lady, with Falconer's Shipwreck                                                                                               | | "Ah! not by Cam or Isis, famous streams,"                                | 1814                    | 1817               | |
| Human Life. On the Denial of Immortality                                                                                           | | "If dead, we cease to be; if total gloom"                                | 1815?                   | 1817               | |
| Song. From Zapolya (Act II, Sc. i, ll. 65–80.)                                                                                     | | "A Sunny shaft did I behold,"                                            | 1815                    | 1817               | |
| Hunting Song. From Zapolya (Act IV, Sc. ii, ll. 56-71)                                                                             | | "Up, up! ye dames, and lasses gay!"                                      | 1815                    | 1817               | |
| Faith, Hope, and Charity. From the Italian of Guarini                                                                              | | "Let those whose low delights to Earth are given"                        | 1815                    | 1817               | |
| To Nature | | "It may indeed be phantasy, when I"                                      | 1820?                   | 1836               | |
| Limbo. | | "The sole true Something—This! In Limbo's Den"                           | 1817                    | 1893               | |
| Ne Plus Ultra | | "Sole Positive of Night!"                                                | 1826?                   | 1834               | |
| The Knight's Tomb | | "Where is the grave of Sir Arthur O'Kellyn?"                             | 1817?                   | 1834               | |
| On Donne's Poetry | | "With Donne, whose muse on dromedary trots,"                             | 1818?                   | 1836               | |
| Israel's Lament | A Hebrew Dirge, chaunted in the Great Synagogue, St. James's Place, Aldgate, on the day of the Funeral of her Royal Highness the Princess Charlotte. By Hyman Hurwitz, Master of the Hebrew Academy, Highgate: with a Translation in English Verse, by S. T. Coleridge, Esq., 1817.'    | "Mourn, Israel! Sons of Israel, mourn!"                                  | 1817                    | 1817               | |
| Fancy in Nubibus, or the Poet in the Clouds.                                                                                       | | "O! it is pleasant, with a heart at ease,"                               | 1817                    | 1818, Fev. 7       | |
| The Tears of a Grateful People | | "Oppress'd, confused, with grief and pain,"                              | 1820                    | 1820               | |
| Youth and Age. | | "Verse, a breeze mid blossoms straying,"                                 | 1823-1832               | 1834               | |
| The Reproof and Reply | Or, The Flower-Thief's Apology, for a robbery committed in Mr. and Mrs. ——'s garden, on Sunday morning, 25 May 1823, between the hours of eleven and twelve. | ""Fie, Mr. Coleridge!—and can this be you?"                              | 1823                    | 1834               | |
| First Advent of Love. | | "O fair is Love's first hope to gentle mind!"                            | 1824                    | 1834               | |
| The Delinquent Travellers | | "Some are home-sick—some two or three,"                                  | 1824                    | 1912               | |
| Work without Hope. | | "All Nature seems at work. Slugs leave their lair—"                      | 1825, Fev. 21           | 1828               | |
| Sancti Dominici Pallium. A Dialogue between Poet and Friend.                                                                       | Found Written on the Blank Leaf at the Beginning of Butler's. 'book of the Church' (1825) | "I note the moods and feelings men betray,"                              | 1825 or 1826            | 1827, Mai. 21      | |
| Song. ('Though veiled,' &c.) | | "Though veiled in spires of myrtle-wreath,"                              | 1825                    | 1828               | |
| A Character. | | "A bird, who for his other sins"                                         | 1825                    | 1834               | |
| The Two Founts. | Stanzas Addressed to a Lady on Her Recovery With Unblemished Looks, From a Severe Attack of Pain | "'Twas my last waking thought, how it could be"                          | 1826                    | 1827               | |
| Constancy to an Ideal Object | | "Since all that beat about in Nature's range,"                           | 1826?                   | 1817               | |
| The Pang more Sharp than All. An Allegory                                                                                          | | "He too has flitted from his secret nest,"                               | 1825-6?                 | 1834               | |
| Duty surviving Self-love. The only sure Friend of declining Life.                                                                  | | "Unchanged within, to see all changed without,"                          | 1826                    | 1828               | |
| Homeless | | "'O! Christmas Day, Oh! happy day!"                                      | 1826                    | 1827, Jan.         | |
| Lines suggested by the last Words of Berengarius; ob. Anno Dom. 1088                                                               | | "No more 'twixt conscience staggering and the Pope"                      | 1826?                   | 1827               | |
| Epitaphium Testamentarium | | "Quae linquam, aut nihil, aut nihili, aut vix sunt mea. Sordes"          | 1826                    | 1827               | |
| Ἔρως ἀεὶ λάληθρος ἑταῖρος | | "In many ways does the full heart reveal"                                | 1826                    | 1827               | |
| The Improvisatore; or, 'John Anderson, My Jo, John'                                                                                | | "Yes, yes! that boon, life's richest treat"                              | 1827                    | 1828               | |
| To Mary Pridham [afterwards Mrs. Derwent Coleridge].                                                                               | | "Dear tho' unseen! tho' I have left behind"                              | 1827                    | 1827, Out. 16      | |
| Alice du Clos; or, The Forked Tongue. A Ballad.                                                                                    | One word with two meanings is the traitor's shield and shaft: and a slit tongue be his blazon!'—Caucasian Proverb. | "'The Sun is not yet risen,"                                             | 1828?                   | 1834               | |
| Love's Burial-place | | "Lady. If Love be dead—"                                                 | 1828                    | 1828               | |
| Lines: To a Comic Author, on an Abusive Review                                                                                     | | "What though the chilly wide-mouth'd quacking chorus"                    | 1825?                   | 1834               | |
| Cologne | | "In Köhln, a town of monks and bones"                                    | 1828                    | 1834               | |
| On my Joyful Departure from the same City                                                                                          | | "As I am a Rhymer"                                                       | 1828                    | 1834               | |
| The Garden of Boccaccio | | "Or late, in one of those most weary hours,"                             | 1828                    | 1829               | |
| Love, Hope, and Patience in Education.                                                                                             | | "O'er wayward childhood would'st thou hold firm rule,"                   | 1829                    | 1830               | |
| To Miss A. T. | | "Verse, pictures, music, thoughts both grave and gay,"                   | 1829                    | 1850               | |
| Lines written in Commonplace Book of Miss Barbour, Daughter of the Minister of the U. S. A. to England                             | | "Child of my muse! in Barbour's gentle hand"                             | 1829, Ago.              | 1829, Dez. 19      | |
| Song, ex improviso, on hearing a Song in praise of a Lady's Beauty                                                                 | | "'Tis not the lily-brow I prize,"                                        | 1830                    | 1830               | |
| Love and Friendship Opposite | | "Her attachment may differ from yours in degree,"                        | 1830?                   | 1834               | |
| Not at Home | | "That Jealousy may rule a mind"                                          | 1830?                   | 1834               | |
| Phantom or Fact. A Dialogue in Verse                                                                                               | | "A lovely form there sate beside my bed,"                                | 1830?                   | 1834               | |
| Desire. | | "Where true Love burns Desire is Love's pure flame;"                     | 1830?                   | 1834               | |
| Charity in Thought | | "To praise men as good, and to take them for such,"                      | 1830?                   | 1834               | |
| Humility the Mother of Charity | | "Frail creatures are we all! To be the best,"                            | 1830?                   | 1834               | |
| [Coeli Enarrant.] | | "The stars that wont to start, as on a chace,"                           | 1830?                   | 1912               | |
| Reason | ['Finally, what is Reason? You have often asked me: and this is my answer':—] | "Whene'er the mist, that stands 'twixt God and thee,"                    | 1830                    | 1830               | |
| Self-knowledge | —E coelo descendit γνῶθι σεαυτόν.—Juvenal, xi. 27. | "Γνῶθι σεαυτόν!—and is this the prime"                                   | 1832                    | 1834               | |
| Forbearance | | "Gently I took that which ungently came"                                 | 1832?                   | 1834               | |
| Love's Apparition and Evanishment                                                                                                  | An Allegoric Romance | "Like a lone Arab, old and blind,"                                       | 1833                    | 1834               | |
| To the Young Artist Kayser of Kaserwerth                                                                                           | | "Kayser! to whom, as to a second self,"                                  | 1833                    | 1834               | |
| My Baptismal Birth-day | | "God's child in Christ adopted,—Christ my all,—"                         | 1833                    | 1834               | |
| Epitaph. | | "Stop, Christian passer-by!—Stop, child of God,"                         | 1833, Nov. 9            | 1834               | |
| An Apology for Spencers | | "Said William to Edmund I can't guess the reason"                        | 1796, Mar. 21           | 1796, Mar. 25      | Epigrama |
| On a Late Marriage between an Old Maid and French Petit Maître                                                                     | | "Tho' Miss ——'s match is a subject of mirth,"                            | Desconhecida            | 1796, Abr. 2       | Epigrama |
| On an Amorous Doctor | | "From Rufa's eye sly Cupid shot his dart"                                | Desconhecida            | 1796, Abr. 2       | Epigrama |
| Of smart pretty Fellows,' &c. | | "Of smart pretty Fellows in Bristol are numbers, some"                   | Desconhecida            | 1912               | Epigrama |
| On Deputy —— | | "By many a booby's vengeance bit"                                        | Desconhecida            | 1798, Jan. 2       | Epigrama |
| To be ruled like a Frenchman,' &c.                                                                                                 | | "To be ruled like a Frenchman the Briton is loth,"                       | 1798                    | 1912               | Epigrama |
| On Mr. Ross, usually Cognominated Nosy                                                                                             | | "I fancy whenever I spy Nosy"                                            | 1799                    | 1912               | Epigrama |
| Bob now resolves,' &c. | | "Bob now resolves on marriage schemes to trample,"                       | Desconhecida            | 1912               | Epigrama |
| Say what you will, Ingenious Youth'                                                                                                | | "Say what you will, Ingenious Youth!"                                    | 1799                    | 1893               | Epigrama |
| If the guilt of all lying,' &c. | | "If the guilt of all lying consists in deceit,"                          | 1800                    | 1800               | Epigrama |
| On an Insignificant | | "No doleful faces here, no sighing—"                                     | 1799                    | 1893               | Epigrama |
| There comes from old Avaro's grave'                                                                                                | | "There comes from old Avaro's grave"                                     | 1799                    | 1829               | Epigrama |
| On a Slanderer | | "From yonder tomb of recent date,"                                       | 1799                    | 1893               | Epigrama |
| Lines in a German Student's Album                                                                                                  | | "We both attended the same College,"                                     | Desconhecida            | 1856               | Epigrama |
| [Hippona] | | "Hippona lets no silly flush"                                            | 1799 August, 29         | 1799, Ago. 29      | Epigrama |
| On a Reader of His Own Verses | | "Hoarse Mævius reads his hobbling verse"                                 | Desconhecida            | 1799, Set.7        | Epigrama |
| [iv]On a Report of a Minister's Death                                                                                              | | "Last Monday all the Papers said"                                        | Desconhecida            | 1799, Set.18       | Epigrama |
| [Dear Brother Jem] | | "Jem writes his verses with more speed"                                  | Desconhecida            | 1799, Set.23       | Epigrama |
| Job's Luck | | "Sly Beelzebub took all occasions"                                       | 1799                    | 1801, Set.26       | Epigrama |
| On the Sickness of a Great Minister                                                                                                | | "Pluto commanded death to take away"                                     | Desconhecida            | 1799, Out. 1       | Epigrama |
| [To a Virtuous Oeconomist] | | "You're careful o'er your wealth 'tis true:"                             | Desconhecida            | 1799, Out. 28      | Epigrama |
| [L'Enfant Prodigue] | | "Jack drinks fine wines, wears modish clothing,"                         | Desconhecida            | 1799, Nov. 16      | Epigrama |
| On Sir Rubicund Naso | A Court Alderman and Whisperer of Secrets | "Speak out, Sir! you're safe, for so ruddy your nose"                    | Desconhecida            | 1799, Dez. 7       | Epigrama |
| To Mr. Pye | | "Your poem must eternal be,"                                             | Desconhecida            | 1800, Jan. 24      | Epigrama |
| [Ninety-Eight] | | "O would the Baptist come again"                                         | Desconhecida            | 1800               | Epigrama |
| Occasioned by the Former | | "I hold of all our viperous race"                                        | Desconhecida            | 1800               | Epigrama |
| [A Liar by Profession] | | "As Dick and I at Charing Cross were walking,"                           | Desconhecida            | 1800               | Epigrama |
| To a Proud Parent | | "Thy babes ne'er greet thee with the father's name;"                     | Desconhecida            | 1800               | Epigrama |
| Rufa | | "Thy lap-dog, Rufa, is a dainty beast,"                                  | Desconhecida            | 1800               | Epigrama |
| On a Volunteer Singer | | "Swans sing before they die—'twere no bad thing"                         | Desconhecida            | 1800               | Epigrama |
| Occasioned by the Last | | "A joke (cries Jack) without a sting—"                                   | Desconhecida            | 1800               | Epigrama |
| Epitaph on Major Dieman | | "Know thou who walks't by, Man! that wrapp'd up in lead, man,"           | 1800?                   | 1912               | Epigrama |
| On the Above | | "As long as ere the life-blood's running,"                               | 1800?                   | 1912               | Epigrama |
| Epitaph on a Bad Man (1st Version)                                                                                                 | | "Of him that in this gorgeous tomb doth lie,"                            | Desconhecida            | 1801, Set.22       | Epigrama |
| Epitaph on a Bad Man (2nd Version)                                                                                                 | | "Under this stone does Walter Harcourt lie,"                             | Desconhecida            | 1912               | Epigrama |
| Epitaph on a Bad Man (3rd Version)                                                                                                 | W. H. EHEU! | "Beneath this stone does William Hazlitt lie,"                           | Desconhecida            | 1830, Set.10       | Epigrama |
| To a Certain Modern Narcissus | | "Do call, dear Jess, whene'er my way you come;"                          | Desconhecida            | 1801, Dez. 16      | Epigrama |
| To a Critic | Who Extracted a Passage from a poem without adding a word respecting the context, and then derided it as unitelligible. | "Most candid critic, what if I,"                                         | Desconhecida            | 1801, Dez. 16      | Epigrama |
| Always Audible | | "Pass under Jack's window at twelve at night"                            | Desconhecida            | 1801, Dez. 19      | Epigrama |
| Pondere non Numero | | "Friends should be weigh'd, not told; who boasts to have won"            | Desconhecida            | 1801, Dez. 26      | Epigrama |
| The Compliment Qualified | | "To wed a fool, I really cannot see"                                     | Desconhecida            | 1801, Dez. 26      | Epigrama |
| What is an Epigrama,' &c. | | "What is an Epigrama? a dwarfish whole,"                                 | Desconhecida            | 1802, Set.23       | Epigrama |
| Charles, grave or merry,' &c. | | "Charles, grave or merry, at no lie would stick,"                        | Desconhecida            | 1802, Set.23       | Epigrama |
| An evil spirit's on thee, friend,' &c.                                                                                             | | "An evil spirit's on thee, friend! of late!"                             | Desconhecida            | 1802, Set.23       | Epigrama |
| Here lies the Devil,' &c. | | "Here lies the Devil—ask no other name."                                 | Desconhecida            | 1802, Set.23       | Epigrama |
| To One Who Published in Print, &c.                                                                                                 | What has been entrusted to him by my Fireside | "Two things hast thou made known to half the nation,"                    | Desconhecida            | 1802, Set.23       | Epigrama |
| Scarce any scandal,' &c. | | "Scarce any scandal, but has a handle;"                                  | Desconhecida            | 1802, Set.23       | Epigrama |
| Old Harpy,' &c. | | "Old Harpy jeers at castles in the air,"                                 | Desconhecida            | 1802, Set.23       | Epigrama |
| To a Vain Young Lady | | "Didst thou think less of thy dear self"                                 | Desconhecida            | 1802, Set.23       | Epigrama |
| A Hint to Premiers and First Consuls                                                                                               | FROM AN OLD TRAGEDY, VIZ. AGATHA TO KING ARCHELAUS | "Three truths should make thee often think and pause;"                   | Desconhecida            | 1802, Set.27       | Epigrama |
| From me, Aurelia,' &c. | | "From me, Aurelia! you desired"                                          | Desconhecida            | 1802, Out. 2       | Epigrama |
| For a House-Dog's Collar | | "When thieves come, I bark: when gallants, I am still—"                  | Desconhecida            | 1802, Out. 2       | Epigrama |
| In vain I praise thee, Zoilus' | | "In vain I praise thee, Zoilus!"                                         | Desconhecida            | 1802, Out. 2       | Epigrama |
| Epitaph on a Mercenary Miser | | "A poor benighted Pedlar knock'd"                                        | Desconhecida            | 1802, Out. 9       | Epigrama |
| A Dialogue between an Author and his Friend                                                                                        | | "Come; your opinion of my manuscript"                                    | Desconhecida            | 1802, Out. 11      | Epigrama |
| Μωροσοφία, or Wisdom in Folly | | "Tom Slothful talks, as slothful Tom beseems,"                           | Desconhecida            | 1802, Out. 11      | Epigrama |
| Each Bond-street buck,' &c. | | "Each Bond-street buck conceits, unhappy elf!"                           | Desconhecida            | 1802, Out. 11      | Epigrama |
| From an Old German Poet | | "That France has put us oft to rout"                                     | Desconhecida            | 1802, Out. 11      | Epigrama |
| On the Curious Circumstance, That in the German, &c.                                                                               | The Sun is feminine, and the moon is masculine | "Our English poets, bad and good, agree"                                 | Desconhecida            | 1802, Out. 11      | Epigrama |
| Spots in the Sun | | "My father confessor is strict and holy,"                                | Desconhecida            | 1802, Out. 11      | Epigrama |
| When Surface talks,' &c. | | "When Surface talks of other people's worth"                             | Desconhecida            | 1802, Out. 11      | Epigrama |
| To my Candle | To Farewell Epigrama | "Good Candle, thou that with thy brother, Fire,"                         | Desconhecida            | 1802, Out. 11      | Epigrama |
| Epitaph on Himself | | "Here sleeps at length poor Col., and without screaming—"                | Desconhecida            | 1848               | Epigrama |
| The Taste of the Times | | "Some whim or fancy pleases every eye;"                                  | 1806?                   | 1904, Jan. 9       | Epigrama |
| On Pitt and Fox | | "Britannia's boast, her glory and her pride,"                            | Desconhecida            | 1904, Jan. 6       | Epigrama |
| An excellent adage,' &c. | | "An excellent adage commands that we should"                             | Desconhecida            | 1809, Nov. 12      | Epigrama |
| Comparative Brevity of Greek and English                                                                                           | | "χρυσὸν ἀνὴρ εὑρὼν ἔλιπε βρόχον, αὐτὰρ ὁ χρυσὸν"                         | Desconhecida            | 1812               | Epigrama |
| On the Secrecy of a Certain Lady                                                                                                   | | "'She's secret as the grave, allow!'"                                    | Desconhecida            | 1814, Jan. 3       | Epigrama |
| Motto for a Transparency, &c. (1st Version)                                                                                        | &c corresponds to DESIGNED BY WASHINGTON ALLSTON AND EXHIBITED AT BRISTOL ON 'PROCLAMATION DAY'—June 29, 1814. | "We've fought for Peace, and conquer'd it at last,"                      | Desconhecida            | 1836               | Epigrama |
| Motto for a Transparency, &c. (2nd Version)                                                                                        | &c corresponds to DESIGNED BY WASHINGTON ALLSTON AND EXHIBITED AT BRISTOL ON 'PROCLAMATION DAY'—June 29, 1814. | "We've conquered us a Peace, like lads true metalled:"                   | Desconhecida            | 1836               | Epigrama |
| Money, I've heard,' &c. | | "Money, I've heard a wise man say,"                                      | Desconhecida            | 1893               | Epigrama |
| [v]Modern Critics | | "No private grudge they need, no personal spite,"                        | Desconhecida            | 1817               | Epigrama |
| Written in an Album | | "Parry seeks the Polar ridge,"                                           | Desconhecida            | 1834               | Epigrama |
| To a Lady who requested me to Write a Poem upon Nothing                                                                            | | "On nothing, Fanny, shall I write?"                                      | Desconhecida            | 1822, Fev. 22      | Epigrama |
| Sentimental | | "The rose that blushes like the morn,"                                   | Desconhecida            | 1877               | Epigrama |
| So Mr. Baker,' &c. | | "So Mr. Baker heart did pluck—"                                          | Desconhecida            | 1836               | Epigrama |
| Authors and Publishers | | " 'A heavy wit shall hang at every lord,' "                              | Desconhecida            | 1825, Dez. 10      | Epigrama |
| The Alternative | | "This way or that, ye Powers above me!"                                  | Desconhecida            | Desconhecida       | Epigrama |
| In Spain, that land,' &c. | | "In Spain, that land of Monks and Apes,"                                 | Desconhecida            | 1871               | Epigrama |
| Inscription for a Time-piece | | "Now! It is gone—Our brief hours travel post,"                           | Desconhecida            | 1844               | Epigrama |
| On the Most Veracious Anecdotist, &c.                                                                                              | | "Tom Hill, who laughs at Cares and Woes,"                                | Desconhecida            | 1912               | Epigrama |
| Nothing speaks but mind,' &c. | | "Nothing speaks our mind so well"                                        | Desconhecida            | 1912               | Epigrama |
| Epitaph of the Present Year on the Monument of Thomas Fuller                                                                       | | "A Lutheran stout, I hold for Goose-and-Gaundry"                         | 1833, Nov. 28           | 1912               | Epigrama |
| My Godmother's Beard | | "So great the charms of Mrs. Mundy,"                                     | 1791?                   | 1888               | Jeux d'esprit |
| Lines to Thomas Poole | | "Repeaating Such verse as Bowles, heart honour'd Poet sang,'             | 1796                    | 1893               | Jeux d'esprit |
| To a Well-known Musical Critic, &c                                                                                                 | | "O ——! O ——! of you we complain"                                         | 1798, Jan. 4            | 1798, Jan. 4       | Jeux d'esprit |
| To T. Poole: An Invitation | | "Plucking flowers from the Galaxy"                                       | 1797, Jan.              | 1888               | Jeux d'esprit |
| Song, To be Sung by the Lovers of all the noble liquors, &c                                                                        | | "Ye drinkers of Stingo and Nappy so free,"                               | Desconhecida            | 1801, Set.18       | Jeux d'esprit |
| Drinking versus Thinking | Or, a Song Against the New Philosophy | "My Merry men all, that drink with glee"                                 | Desconhecida            | 1801, Set.25       | Jeux d'esprit |
| The Wills of the Wisp | A Sapphic. Vix ea nostra voco | "Lunatic Witch-fires! Ghosts of Light and Motion!"                       | Desconhecida            | 1801, Dez. 1       | Jeux d'esprit |
| To Captain Findlay | | "When the squalls were flitting and fleering"                            | 1804, Mai. 4            | 1912               | Jeux d'esprit |
| On Donne's Poem 'To a Flea' | | "Be proud as Spaniards! Leap for pride ye Fleas!"                        | 1811                    | 1912               | Jeux d'esprit |
| [Ex Libris S. T. C.] | | "This, Hannah Scollock! may have been the case;"                         | 1814, Nov. 25           | Desconhecida       | Jeux d'esprit |
| ΕΓΩΕΝΚΑΙΠΑΝ | | "Eu! Dei vices gerens, ipse Divus,;                                      | 1815                    | 1817               | Jeux d'esprit |
| The Bridge Street Committee | | "Jack Snipe"                                                             | Desconhecida            | 1836               | Jeux d'esprit |
| Nonsense Sapphics | | "Here's Jem's first copy of nonsense verses,"                            | Desconhecida            | 1850               | Jeux d'esprit |
| To Susan Steele, &c. | | "My dearest Dawtie!"                                                     | 1829                    | 1912               | Jeux d'esprit |
| Association of Ideas I.—By Likeness                                                                                                | | "Fond, peevish, wedded pair! why all this rant?"                         | 1830?                   | 1835               | Jeux d'esprit |
| Association of Ideas II.—Association by Contrast                                                                                   | | "Phidias changed marble into feet and legs."                             | 1830?                   | 1835               | Jeux d'esprit |
| Association of Ideas III.—Association by Time                                                                                      | | "I touch this scar upon my skull behind,"                                | 1830?                   | 1835               | Jeux d'esprit |
| Verses Trivocular | | "Of one scrap of science I've evidence ocular."                          | Desconhecida            | 1912.              | Jeux d'esprit |
| Cholera Cured Before-hand | Or a premonition promulgated gratis for the use of the Useful Classes, specially those resident in St. Giles's, Saffron Hill, Bethnal Green, etc.; and likewise, inasmuch as the good man is merciful even to the beasts, for the benefit of the Bulls and Bears of the Stock Exchange. | "Pains ventral, subventral,"                                             | 1832, Jul. 26           | 1834               | Jeux d'esprit |
| To Baby Bates | | "You come from o'er the waters,"                                         | Desconhecida            | 1893               | Jeux d'esprit |
| To a Child | | "Little Miss Fanny,"                                                     | 1834                    | 1888, Jan 28       | Jeux d'esprit |
| An Experiment for a Metre ('I heard a Voice,' &c.)                                                                                 | | "I heard a voice pealing loud triumph to-day:"                           | 1801                    | 1912.              | Experimentos Métricos                                                                                              |
| Trochaics | | "Thus she said, and, all around,"                                        | 1801                    | 1912.              | Experimentos Métricos                                                                                              |
| The Proper Unmodified Dochmius | (i. e. antispastic Catalectic) | "Bĕnīgn shōōtĭng stārs, ĕcstātīc dĕlīght."                               | 1801                    | 1912.              | Experimentos Métricos                                                                                              |
| Iambics | | "No cold shall thee benumb,"                                             | 1801                    | 1912.              | Experimentos Métricos                                                                                              |
| Nonsense ('Sing, impassionate Soul,' &c.)                                                                                          | | "Sing impassionate Soul! of Mohammed the complicate story:"              | Desconhecida            | 1912.              | Experimentos Métricos                                                                                              |
| A Plaintive Movement | | "Go little Pipe! for ever I must leave thee,"                            | 1814, Out.              | 1912.              | Experimentos Métricos                                                                                              |
| An Experiment for a Metre ('When thy Beauty appears')                                                                              | | "When thy Beauty appears,"                                               | Desconhecida            | 1912.              | Experimentos Métricos                                                                                              |
| Nonsense Verses ('Ye fowls of ill presage')                                                                                        | [An Experiment For a Metre] | "Ye fowls of ill presage,"                                               | Desconhecida            | 1912.              | Experimentos Métricos                                                                                              |
| Nonsense ('I wish on earth to sing')                                                                                               | [An Experiment For a Metre] | "I wish on earth to sing"                                                | Desconhecida            | 1912.              | Experimentos Métricos                                                                                              |
| There in some darksome shade' | | "There in some darksome shade"                                           | 1801                    | 1893               | Experimentos Métricos                                                                                              |
| Once again, sweet Willow, wave thee'                                                                                               | | "Once again, sweet Willow, wave thee!"                                   | Desconhecida            | 1893               | Experimentos Métricos                                                                                              |
| Songs of Shepherds, and rustical Roundelays'                                                                                       | | "Songs of Shepherds and rustical Roundelays,"                            | Desconhecida            | 1912.              | Experimentos Métricos                                                                                              |
| A Metrical Accident | | "Then Jerome did cal"                                                    | 1826, Jul. 7            | 1912.              | Experimentos Métricos                                                                                              |
| O'er the raised &c | | "O'er the raised earth the gales of evening sigh;"                       | 1797?                   | 1852               | Fragmentos |
| Sea-ward, &c | | "Sea-ward, white gleaming thro' the busy scud"                           | Desconhecida            | 1912               | Fragmentos |
| Over my Cottage | | "The Pleasures sport beneath the thatch;"                                | 1799                    | 1893               | Fragmentos |
| In the lame and limping metre of a barbarous Latin poet—                                                                           | | "Est meum et est tuum, amice! at si amborum nequit esse,"                | 1801, Nov. 1            | 1816               | Fragmentos |
| Names do not &c | | "Names do not always meet with Love,"                                    | 1801, Dez.              | 1912.              | Fragmentos |
| The Moon, &c | | "The Moon, how definite its orb!"                                        | 1801?                   | 1893               | Fragmentos |
| Such love as &c | | "Such love as mourning Husbands have"                                    | 1803, Set.              | 1912.              | Fragmentos |
| [The Night-Mare Death in Life] | | "I know 'tis but a dream, yet feel more anguish"                         | 1803?                   | 1912.              | Fragmentos |
| Bright clouds &c | | "Bright clouds of reverence, sufferably bright,"                         | 1803                    | 1893               | Fragmentos |
| A Beck in Winter | | "Over the broad, the shallow, rapid stream,"                             | 1804, Jan.              | 1912.              | Fragmentos |
| I from the &c | | "I from the influence of thy Looks receive,"                             | 1804                    | 1912.              | Fragmentos |
| What never is &c | | "What never is, but only is to be"                                       | 1804-5                  | 1912.              | Fragmentos |
| This silence of &c | | "The silence of a City, how awful at Midnight!"                          | 1804-5                  | 1912.              | Fragmentos |
| O beauty &c | | "O beauty in a beauteous body dight!"                                    | 1805                    | 1893               | Fragmentos |
| O th'Oppressive &c | | "O th' Oppressive, irksome weight"                                       | 1805                    | 1893               | Fragmentos |
| Twas not a &c | | "'Twas not a mist, nor was it quite a cloud,"                            | 1797, Dez.              | 1893               | Fragmentos |
| [Not a Critic—But a Judge] | | "Whom should I choose for my Judge? the earnest, impersonal reader,"     | 1805                    | 1912.              | Fragmentos |
| A sumptuous and &c | | "A sumptuous and magnificent Revenge."                                   | 1806, Mar.              | 1893               | Fragmentos |
| [De Profundis Clamavi] | | "Come, come thou bleak December wind,"                                   | 1806, Jun. 7            | 1875               | Fragmentos |
| As some vast &c | | "As some vast Tropic tree, itself a wood,"                               | 1806-7                  | 1912.              | Fragmentos |
| Let Eagle bid &c | | "Let Eagle bid the Tortoise sunward soar—"                               | 1807                    | 1888               | Fragmentos |
| The body &c | | "The body, Eternal Shadow of the finite Soul,"                           | Desconhecida            | 1912.              | Fragmentos |
| Or Wren &c | | "Or Wren or Linnet,"                                                     | 1807, Mai.              | 1912.              | Fragmentos |
| The reed roof'd &c | | "The reed roof'd village still bepatch'd with snow"                      | 1798                    | 1912.              | Fragmentos |
| And in Life's &c | | "And in Life's noisiest hour"                                            | 1807                    | 1912.              | Fragmentos |
| You mould my &c | | "You mould my Hopes you fashion me within:"                              | 1807                    | 1912.              | Fragmentos |
| And my heart &c | | "And my heart mantles in its own delight."                               | Desconhecida            | 1912.              | Fragmentos |
| The spruce and limber &c | | "The spruce and limber yellow-hammer"                                    | 1807                    | 1912.              | Fragmentos |
| Fragment of an Ode on Napoleon | | "O'erhung with yew, midway the Muses mount"                              | 1808?                   | 1912.              | Fragmentos |
| The singing kettle &c | | "The singing Kettle and the purring Cat,"                                | 1803                    | 1893               | Fragmentos |
| Two wedded hearts &c | | "Two wedded hearts, if ere were such,"                                   | 1808                    | 1893               | Fragmentos |
| Sole Maid &c | | "Sole Maid, associate sole, to me beyond"                                | 1809                    | 1893               | Fragmentos |
| Epigrama on Kepler | | "No mortal spirit yet had clomb so high"                                 | 1799                    | 1912.              | Fragmentos |
| When Hope but &c | | "When Hope but made Tranquillity be felt:"                               | 1810                    | 1893               | Fragmentos |
| I have experienced &c | | "I have experienced"                                                     | 1810                    | 1893               | Fragmentos |
| As when the new &c | | "As when the new or full Moon urges"                                     | 1811                    | 1893               | Fragmentos |
| O mercy, &c | | "O mercy, O me, miserable man!"                                          | 1811                    | 1912.              | Fragmentos |
| A low dead Thunder &c | | "A low dead Thunder mutter'd thro' the night,"                           | 1811                    | 1893               | Fragmentos |
| His own far countenance &c | | "His own fair countenance, his kingly forehead,"                         | 1812                    | Desconhecida       | Fragmentos |
| [Ars Poetica] | | "'Behold yon row of pines, that shorn and bow'd"                         | 1815                    | 1817               | Fragmentos |
| Translation of the First Strophe of Pindar's Second Olympic                                                                        | | "Ye harp-controlling hymns!"                                             | 1815                    | 1817               | Fragmentos |
| O! Superstition &c | | "O! Superstition is the giant shadow"                                    | 1816                    | 1893               | Fragmentos |
| Translation of a Fragment of Heraclitus                                                                                            | | "Not hers To win the sense by words of rhetoric, "                       | 1816                    | Desconhecida       | Fragmentos |
| Truth I pursued &c | | "Truth I pursued, as Fancy sketch'd the way,"                            | Desconhecida            | 1818               | Fragmentos |
| Imitated from Aristophanes | | "Great goddesses are they to lazy folks,"                                | 1817                    | 1818               | Fragmentos |
| Let clumps of earth &c | | "Let clumps of earth, however glorified,"                                | 1820                    | 1893               | Fragmentos |
| To Edward Irving | | "Friend pure of heart and fervent! we have learnt"                       | 1824                    | 1825               | Fragmentos |
| [Luther—De Dæmonibus] | | "'The angel's like a flea,"                                              | 1826                    | 1839               | Fragmentos |
| The Netherlands | | "Water and windmills, greenness, Islets green;—"                         | 1828, Jun.              | 1912.              | Fragmentos |
| Elisa | | "Sweet Gift! and always doth Elisa send"                                 | 1833                    | 1912.              | Fragmentos |
| Profuse Kindness | | "What a spring-tide of Love to dear friends in a shoal!"                 | Desconhecida / Sem data | 1834               | Fragmentos |
| I stand alone &c | | "I stand alone, nor tho' my heart should break,"                         | Desconhecida            | 1893               | Fragmentos |
| Napoleon | | "The Sun with gentle beams his rage disguises,"                          | Desconhecida            | 1912.              | Fragmentos |
| Thicker than rain-drops &c | | "Thicker than rain-drops on , Nov. thorn."                               | Desconhecida / Sem data | 1912.              | Fragmentos |
| His native accents &c | | "His native accents to her stranger's ear,"                              | Desconhecida / Sem data | 1893               | Fragmentos |
| Each crime that &c | | "Each crime that once estranges from the virtues"                        | Desconhecida / Sem data | Desconhecida       | Fragmentos |
| Where'er I find &c | | "Where'er I find the Good, the True, the Fair,"                          | Desconhecida / Sem data | 1893               | Fragmentos |
| A wind that &c | | "A wind that with Aurora hath abiding"                                   | Desconhecida / Sem data | 1893               | Fragmentos |
| What boots to &c | | "What boots to tell how o'er his grave"                                  | Desconhecida / Sem data | Desconhecida       | Fragmentos |
| [xxii]The Three Sorts of Friends                                                                                                   | | "Though friendships differ endless in degree,"                           | Desconhecida / Sem data | 1835               | Fragmentos |
| If fair by &c | | "If fair by Nature"                                                      | Desconhecida            | 1912.              | Fragmentos |
| Bo-Peep and I Spy— | | "In the corner one—"                                                     | 1826                    | 1912.              | Fragmentos |
| A Simile | | "As the shy hind, the soft-eyed gentle Brute"                            | Desconhecida / Sem data | 1912.              | Fragmentos |
| Baron Guelph of Adelstan. A Fragment                                                                                               | | "For ever in the world of Fame"                                          | Desconhecida / Sem data | 1912.              | Fragmentos |

## Coleção dos Trabalhos
A edição padrão atual é The Collected Works of Samuel Taylor Coleridge, editada por Kathleen Coburn e muitos outros de 1969 a 2002. Esta coleção apareceu em 16 volumes como Bollingen Series 75, publicada de várias maneiras pela Princeton University Press e Routledge & Kegan Paul. O conjunto é dividido da seguinte forma em outras partes, resultando em um total de 34 volumes impressos separados:
1. Lectures 1795 on Politics and Religion (1971);
2. The Watchman (1970);
3. Essays on his Times in the Morning Post and the Courier (1978) em 3 vols;
4. The Friend (1969) em 2 vols;
5. Lectures, 1808–1819, on Literature (1987) em 2 vols;
6. Lay Sermons (1972);
7. Biographia Literaria (1983) em 2 vols;
8. Lectures 1818–1819 on the History of Philosophy (2000) em 2 vols;
9. Aids to Reflection (1993);
10. On the Constitution of the Church and State (1976);
11. Shorter Works and Fragmentos (1995) em 2 vols;
12. Marginalia (1980 and following) em 6 vols;
13. Logic (1981);
14. Table Talk (1990) em 2 vols;
15. Opus Maximum (2002);
16. Poetical Works (2001) em 6 vols (parte 1 – Edição de leitura em 2 vols; parte 2 - Texto Variorum em 2 vols; parte 3 - Plays em 2 vols).

Além disso, as cartas de Coleridge estão disponíveis em: The Collected Letters of Samuel Taylor Coleridge (1956–71), ed. Earl Leslie Griggs, 6 vols. (Oxford: Clarendon Press).

### Materiais de arquivo
- Coleridge archive at the Victoria University. Página visitada em 19 de outubro de 2010
- Letters of Samuel Taylor Coleridge from the Internet Archive. Página visitada em 19 de outubro de 2010
- Samuel Taylor Coleridge Collection. General Collection, Beinecke Rare Book and Manuscript Library, Yale University.